# Whitney (album)
"Whitney" là album phòng thu thứ hai của nghệ sĩ thu âm người Mỹ Whitney Houston, phát hành ngày 2 tháng 6 năm 1987 bởi Arista Records như một đợt tiến công sau thành công vượt trội từ album phòng thu đầu tay mang chính tên cô (1985). Tương tự như album trước, Whitney là sự kết hợp giữa nhiều thể loại âm nhạc khác nhau như pop, dance và R&B, trong đó tập hợp những bản nhạc sôi động xen kẽ với những bản ballad. Nó được thu âm trong khoảng thời gian Houston thực hiện chuyến lưu diễn thế giới đầu tiên The Greatest Love World Tour, trong đó cô tiếp tục hợp tác với những nhà sản xuất quen thuộc đã làm nên thành công cho album đầu tiên, bao gồm Narada Michael Walden, người đã tham gia sản xuất cho hầu hết những bài hát từ bản thu âm, cũng như Kashif và Michael Masser, bên cạnh sự cộng tác lần đầu tiên với Jellybean với "Love Will Save the Day". Ngoài ra, nữ ca sĩ còn thể hiện lại bài hát năm 1975 của The Isley Brothers "For the Love of You" và hợp tác với mẹ của cô Cissy Houston trong "I Know Him So Well", một bản hát lại từ bài hát năm 1984 của Elaine Paige và Barbara Dickson.
Sau khi phát hành, Whitney nhận được những ý kiến trái chiều từ các nhà phê bình âm nhạc, trong đó họ thừa nhận giá trị thương mại của album, nhưng chỉ trích việc quá lạm dụng công thức thành công của người tiền nhiệm và những bài hát mới không giúp thể hiện tính cá nhân và sáng tạo trong âm nhạc của Houston. Tuy nhiên, nó đã gặt hái nhiều giải thưởng và đề cử tại những lễ trao giải lớn, với ba đề cử giải Grammy tại lễ trao giải thường niên lần thứ 30, bao gồm đề cử ở hạng mục Album của năm cho album. Về mặt thương mại, Whitney ngay lập tức đáp ứng sự mong đợi của người hâm mộ và trở nên phổ biến sau khi phát hành, đứng đầu các bảng xếp hạng ở hầu hết những quốc gia nó xuất hiện, bao gồm những thị trường lớn như Úc, Áo, Canada, Đức, Ý, New Zealand, Thụy Điển, Thụy Sĩ và Vương quốc Anh. Tại Hoa Kỳ, nó ra mắt ở vị trí số một trên bảng xếp hạng Billboard 200 và trụ vững trong 11 tuần liên tiếp, giúp Houston trở thành nghệ sĩ nữ đầu tiên trong lịch sử có một album đạt vị trí quán quân ngay trong tuần đầu phát hành.
Sáu đĩa đơn đã được phát hành từ Whitney, trong đó bốn đĩa đơn đầu tiên "I Wanna Dance with Somebody (Who Loves Me)", "Didn't We Almost Have It All", "So Emotional" và "Where Do Broken Hearts Go" lần lượt đạt vị trí số một trên bảng xếp hạng Billboard Hot 100, trở thành album đầu tiên của một nghệ sĩ nữ đạt được thành tích này. Ngoài ra, bốn đĩa đơn trên cùng với ba đĩa đơn số một từ album đầu tay đã giúp nữ ca sĩ phá vỡ kỷ lục của The Beatles và Bee Gees cho cương vị Nghệ sĩ có nhiều đĩa đơn quán quân liên tiếp nhất. Tương tự như ở Hoa Kỳ, "I Wanna Dance with Somebody (Who Loves Me)" cũng gặt hái những thành công rực rỡ trên toàn cầu, đứng đầu các bảng xếp hạng ở Úc, Canada, New Zealand và Vương quốc Anh, đồng thời chiến thắng một giải Grammy cho Trình diễn giọng pop nữ xuất sắc nhất. Hai đĩa đơn còn lại, "Love Will Save the Day" và "I Know Him So Well", cũng tiếp nhận một số thành công đáng kể ở nhiều thị trường, trong đó "Love Will Save the Day" vươn đến top 10 ở Hoa Kỳ và "I Know Him So Well" chỉ được phát hành giới hạn ở một số quốc gia.
Để quảng bá cho Whitney, Houston đã tham gia và trình diễn những bài hát từ album trên nhiều chương trình truyền hình và lễ trao giải lớn, bao gồm Top of the Pops, giải Video âm nhạc của MTV năm 1987, lễ khai mạc Thế vận hội đặc biệt năm 1987, giải thưởng Âm nhạc Mỹ năm 1988 và giải Grammy lần thứ 30. Ngoài ra, nữ ca sĩ còn tiến hành thực hiện chuyến lưu diễn thế giới thứ hai Moment of Truth World Tour kéo dài từ tháng 7 năm 1987 đến tháng 11 năm 1988, bao gồm 91 buổi diễn và đi qua nhiều quốc gia khác nhau thuộc Bắc Mỹ, châu Âu, châu Á và châu Đại Dương, đã trở thành chuyến lưu diễn đạt doanh thu cao nhất năm 1987 bởi một nghệ sĩ nữ. Với thành công từ Whitney, Houston đã vươn lên trở thành một ngôi sao quốc tế cũng như được đánh giá là nữ nghệ sĩ hàng đầu của thập niên 1980. Tính đến nay, album đã bán được 28 triệu bản trên toàn cầu, trở thành một trong những album bán chạy nhất mọi thời đại. Sau sự ra đi đột ngột của Houston vào năm 2012, nó đã xuất hiện trở lại trên các bảng xếp hạng thuộc nhiều quốc gia, bao gồm vị trí thứ 87 trên Billboard 200.

## Danh sách bài hát
| STT | Nhan đề                                                        | Sáng tác                                                | Sản xuất              | Thời lượng |
| --- | -------------------------------------------------------------- | ------------------------------------------------------- | --------------------- | ---------- |
| 1.  | "I Wanna Dance with Somebody (Who Loves Me)"                   | George Merrill, Shannon Rubicam                         | Narada Michael Walden | 4:51       |
| 2.  | "Just the Lonely Talking Again"                                | Sam Dees                                                | Narada Michael Walden | 5:32       |
| 3.  | "Love Will Save the Day"                                       | Toni C.                                                 | Jellybean             | 5:21       |
| 4.  | "Didn't We Almost Have It All"                                 | Michael Masser, Will Jennings                           | Michael Masser        | 5:05       |
| 5.  | "So Emotional"                                                 | Billy Steinberg, Tom Kelly                              | Narada Michael Walden | 4:36       |
| 6.  | "Where You Are"                                                | LeMel Humes, James Calabrese, Dyan Humes                | Kashif                | 4:10       |
| 7.  | "Love Is a Contact Sport"                                      | Preston Glass                                           | Narada Michael Walden | 4:19       |
| 8.  | "You're Still My Man"                                          | Michael Masser, Gerry Goffin                            | Michael Masser        | 4:16       |
| 9.  | "For the Love of You" (thu âm đầu tiên bởi The Isley Brothers) | O'Kelly Isley, Ronald Isley, Marvin Isley, Chris Jasper | Narada Michael Walden | 5:31       |
| 10. | "Where Do Broken Hearts Go"                                    | Frank Wildhorn, Chuck Jackson                           | Narada Michael Walden | 4:37       |
| 11. | "I Know Him So Well" (song ca với Cissy Houston)               | Tim Rice, Benny Andersson, Björn Ulvaeus                | Narada Michael Walden | 4:30       |

## Xếp hạng
| Bảng xếp hạng (1987)                     | Vị trí cao nhất |
| ---------------------------------------- | --------------- |
| Úc (Kent Music Report)                   | 1               |
| Album Áo (Ö3 Austria)                    | 1               |
| Canada (RPM)                             | 1               |
| Album Hà Lan (Album Top 100)             | 1               |
| Châu Âu (Music & Media)                  | 1               |
| Album Phần Lan (Suomen virallinen lista) | 1               |
| Pháp (IFOP)                              | 6               |
| Đức (Offizielle Top 100)                 | 1               |
| Ý (Sorrisi & Canzoni)                    | 1               |
| Nhật Bản (Oricon)                        | 2               |
| Album New Zealand (RMNZ)                 | 1               |
| Album Na Uy (VG-lista)                   | 1               |
| Tây Ban Nha (AFYVE)                      | 4               |
| Album Thụy Điển (Sverigetopplistan)      | 1               |
| Album Thụy Sĩ (Schweizer Hitparade)      | 1               |
| Album Anh Quốc (OCC)                     | 1               |
| Album Hoa Kỳ Billboard 200               | 1               |
| Album Hoa Kỳ Top R&B/Hip-Hop (Billboard) | 2               |

| Bảng xếp hạng (1980–1989)           | Vị trí |
| ----------------------------------- | ------ |
| Austrian Albums (Ö3 Austria Top 40) | 22     |
| UK Albums (OCC)                     | 6      |

| Bảng xếp hạng (1987)                   | Vị trí |
| -------------------------------------- | ------ |
| Australian Albums (Kent Music Report)  | 9      |
| Austrian Albums (Ö3 Austria Top 40)    | 6      |
| Canada (RPM)                           | 3      |
| Dutch Albums (MegaCharts)              | 5      |
| European Albums (Music & Media)        | 5      |
| French Albums (IFOP)                   | 17     |
| German Albums (Offizielle Top 100)     | 4      |
| Italian Albums (Sorrisi & Canzoni)     | 2      |
| Japanese Albums (Oricon)               | 13     |
| New Zealand Albums (Recorded Music NZ) | 9      |
| Swiss Albums (Schweizer Hitparade)     | 5      |
| UK Albums (OCC)                        | 3      |
| US Billboard 200                       | 23     |
| US Top R&B/Hip-Hop Albums (Billboard)  | 20     |
| Bảng xếp hạng (1988)                   | Vị trí |
| Austrian Albums (Ö3 Austria Top 40)    | 26     |
| Dutch Albums (MegaCharts)              | 15     |
| European Albums (Music & Media)        | 24     |
| UK Albums (OCC)                        | 17     |
| US Billboard 200                       | 12     |
| US Top R&B/Hip-Hop Albums (Billboard)  | 5      |

| Bảng xếp hạng            | Vị trí |
| ------------------------ | ------ |
| US Billboard 200         | 159    |
| US Billboard 200 (Women) | 44     |

## Chứng nhận
| Quốc gia | Chứng nhận  | Số đơn vị/doanh số chứng nhận |
| --- | ----------- | ----------------------------- |
| Úc (ARIA) | 3× Bạch kim | 210.000^                      |
| Áo (IFPI Áo) | 2× Bạch kim | 100.000*                      |
| Canada (Music Canada) | 7× Bạch kim | 700.000^                      |
| Phần Lan (Musiikkituottajat) | Bạch kim    | 59,053                        |
| Pháp (SNEP) | Bạch kim    | 418,400                       |
| Đức (BVMI) | Bạch kim    | 500.000^                      |
| Hy Lạp (IFPI Hy Lạp) | Vàng        | 50.000^                       |
| Hồng Kông (IFPI Hồng Kông) | Bạch kim    | 20.000*                       |
| Ý (FIMI) | 5× Bạch kim | 500.000*                      |
| Nhật Bản (RIAJ) | 3× Bạch kim | 700,000                       |
| Hà Lan (NVPI) | Bạch kim    | 100.000^                      |
| New Zealand (RMNZ) | Bạch kim    | 15.000^                       |
| Na Uy (IFPI) | Bạch kim    | 50.000*                       |
| Tây Ban Nha (PROMUSICAE) | Bạch kim    | 100.000^                      |
| Thụy Điển (GLF) | 2× Bạch kim | 200.000^                      |
| Thụy Sĩ (IFPI) | 2× Bạch kim | 100.000^                      |
| Anh Quốc (BPI) | 7× Bạch kim | 2,237,603                     |
| Hoa Kỳ (RIAA) | 9× Bạch kim | 9,800,000                     |
| * Chứng nhận dựa theo doanh số tiêu thụ. ^ Chứng nhận dựa theo doanh số nhập hàng. ‡ Chứng nhận dựa theo doanh số tiêu thụ và phát trực tuyến. |             |                               |